# Xymene pumilus
Xymene pumilus är en snäckart som först beskrevs av Suter 1909.  Xymene pumilus ingår i släktet Xymene och familjen purpursnäckor. Inga underarter finns listade i Catalogue of Life.